# Santé mentale pendant la pandémie de Covid-19
Pour un article plus général, voir Santé mentale.
Wikipédia ne donne pas de conseils médicaux ou sanitaires. Cet article est susceptible de contenir des informations obsolètes ou inexactes. Seul un professionnel de la santé est apte à vous fournir un avis médical, et seules les autorités sanitaires de votre pays sont compétentes pour donner des consignes de santé publique relatives à la pandémie de Covid-19.
La pandémie de Covid-19, et diverses mesures sanitaires et conséquences socioéconomiques induites, ont eu, selon les pays, des effets divers — mais en général très négatifs — sur la santé mentale de la population (+ 28% de troubles anxieux et de dépressions en 2020, selon une étude australienne, notamment chez les femmes et les plus jeunes).
L'imprévisibilité et l'incertitude, les mesures de confinement, de distanciation physique et autres stratégies d'endiguement associées à la pandémie, ainsi que la crise économique qui en résulte ont exacerbé les inégalités en matière de santé mentale. Les résultats préliminaires montrent des effets néfastes sur la santé mentale chez des personnes précédemment en bonne santé et plus encore chez des personnes souffrant déjà de troubles mentaux préexistants.
Les dépression, les troubles du sommeil, les troubles alimentaires, l'anxiété, les pensées suicidaires, etc., ont augmenté durant la pandémie, particulièrement chez les personnes âgées, les malades du Covid-19 et les soignants ; mais aussi chez les dirigeants d'entreprise, les chômeurs, les artisans et les commerçants, les femmes et les étudiants en précarité ou en télétravail, ainsi que les enfants et les adolescents. Il y a eu en 2020 environ 53 millions de cas supplémentaires de troubles dépressifs majeurs selon une étude australienne.
Chez les professionnels de santé, les niveaux d'anxiété, de stress et de dépression ont augmenté, mais sont moins visibles que chez d'autres types de professionnels.

## Causes
L'isolement et la solitude dus au confinement, l'angoisse, les difficultés provenant de la crise économique sont des causes souvent citées, car pouvant entraîner la dépression et des idées suicidaires.
Diverses formes de stigmatisations et d'exclusions, liées au fonctionnement du système immunitaire comportemental ont aussi pu détériorer la santé mentale de groupes minoritaires et du grand public.

## Conséquences
Les taux de dépressions et de suicides se sont accrus dans le monde.
Les enfants et les étudiants sont particulièrement touchés.
En septembre 2020, l'UNICEF, rappelle que dans beaucoup de pays riches, les enfants sont fréquemment victimes du suicide, du mal-être, de l'obésité et de mauvaises compétences sociales et scolaires, et note par ailleurs l'insuffisance du soutien aux familles et aux enfants pendant la pandémie.

### Impact sur les personnes ayant un précédent psychiatrique
La santé est un facteur qui a été très affecté pendant cette période du confinement dû au covid-19. On fait donc face à un grand nombre de personnes ayant un auparavant un déficit psychiatrique et qui seront touchées psychologiquement face à ce confinement. Ce facteur a affecté les jeunes, les adultes mais aussi les plus anciens. Le stress, l’anxiété, le manque d'interactions avec les liens sociaux mais aussi la rupture de soins psychologiques ont mené à une augmentation et une intensification des troubles psychologiques, ceux-ci ayant des conséquences diverses. Le fait que la psychiatrie soit dans certains pays, notamment la France, un système fragile n’aide pas non plus à éviter ces conséquences. Dans une tribune publiée le 8/04/2020 dans "Le Parisien", une centaine de médecins s'inquiètent du sort des 12 millions de personnes souffrant de troubles psychiques, très perturbés par le confinement et qui consultent beaucoup moins.
Les individus souffrant déjà de troubles psychiatriques se sont révélés plus vulnérables, dont à cause de ruptures de liens entre patients et psychologues qui ont souvent fait appel à la télé-consultation. Les confinements, et leur fin ont été pour eux des stress supplémentaires. Ainsi, des épisodes de colère ou d'anxiété extrême ont été observés chez de tels patients dans les mois suivant la sortie de confinement.
Chaînes téléphoniques, activités virtuelles, médication d'urgence tentent de maintenir le contact avec les gens en besoin, mais, tous n’ont pas accès à internet. Il y a dans certains pays des centres d'activités comme celui de Montréal-nord pour le maintien de l'équilibre émotionnel (CAMEE), un centre de jour géré par ses usagers, qui se trouvent fermé durant le confinement, mais certains de ses bénévoles les plus autonomes continuent de s’y rendre pour maintenir certains services. Par exemple, Kevin (qui souffre de schizophrénie et entend des voix), appelle environ 15 personnes par jour.
Plusieurs études désignent le risque suicidaire comme bien plus élevé dans les populations psychiquement vulnérables et en augmentation dans la population générale. Les études consacrées aux corrélats psychopathologiques et aux déterminants cognitifs et affectifs de la propension à l’ennui ont montré que ce penchant est lié au niveau de symptômes dépressifs et anxieux.
Les troubles obsessionnels compulsifs rendent leurs porteur plus vulnérables au confinement ; ils peuvent voir leurs TOC s’intensifier et devenir plus réguliers. Le confinement peut accroitre certaines formes de paranoïa. Une infirmière témoigne : “J'ai le souvenir d'une patiente que nous suivions pour des troubles obsessionnels compulsifs (TOC). Elle souffrait de nomophobie (la peur de tomber malade) et s'est retrouvée enfermée chez elle dans un état épouvantable, sans pouvoir mettre un pied dehors. Elle avait le sentiment de courir un risque à chaque coin de rue.” 
Les troubles bipolaires se sont aussi aggravés. Une étude de la Fondation FondaMental, lors de la première phase du confinement, portant sur 150 répondants issus de la COHorte Psycho BP, souffrant de troubles bipolaires. Elle montre que, même en suivant correctement leur traitement, la santé mentale des patients a chuté: 65% des répondants ont souffert de troubles de sommeil et 50% présentaient des niveaux d’anxiété ; et la consommation d’alcool et de tabac s'est accentuée.
En réponse à cette hausse des troubles psychiques, des associations françaises de soutien aux familles touchées par des troubles psychiques ont renforcé leur aide et l’attention nécessaire. Ainsi, l'UNAFAM  a renforcé son accueil téléphonique pour soutenir ces patients.

### Arrêt de la vie sociale
Selon les pays, l'activité de nombreux lieux de vie sociaux — musées, restaurants, bars, et lieux de culte — est brutalement arrêtée. Les cimetières sont interdits d'accès. Les cérémonies religieuses — mariages, enterrements — voient leur assistance strictement limitée. Les fêtes de fin d'année, traditionnelle occasion de retrouvailles familiales, sont appréhendées avec angoisse devant de nouvelles recommandations sanitaires, telles que celles du professeur Rémi-Henri Salomon, préconisant un relèvement des mesures de distanciations sociales entre les générations,, ou encore l'OMS recommandant d'éviter les grandes réunions de famille,.
La distanciation physique renforce souvent l’isolement social, affectant plus encore les populations plus vulnérables, surtout les personnes âgées vivant seules, souvent déjà plus anxieuses anxiété, car plus à risque de contracter le virus et d’en être gravement affectées, voire de décéder des complications.
Chez de nombreux groupes d'âge, la distanciation physique a renforcé l'isolement social. L’intensité de la situation de la pandémie a laissé place chez certains individus à une peur du virus de la Covid-19. Cette inquiétude de la maladie a renforcé chez certains ce sentiment de sécurité quant à l'idée de se retrouver isolé et loin du virus.

L'institut de statistique du Québec  a confirmé cette appréhension de la Covid-19 par une étude effectuée auprès de 7000 personnes âgées de 15 ans et plus où 73 % des Québécois ont affirmé s'être déjà inquiété pour la santé d'un proche à risque et 62 % pour leur propre santé. De ce fait, le retour des contacts sociaux est particulièrement appréhendé chez certains citoyens. Cependant, ces craintes ne sont pas nécessairement à nourrir, puisque les conséquences d'un arrêt de contacts sociaux à long terme ont été démontrées comme particulièrement néfastes. L'INSPQ soit l'institut national de santé publique du Québeca exposé de quelle manière l'isolement se retrouve particulièrement péjoratif chez les aînées. L'impact de la solitude et de l'isolement social provoque un accroissement du risque de mortalité, des impacts sur la santé cardiovasculaire, l'autonomie fonctionnelle, de la santé cognitive, etc. L'institut national de santé publique propose ainsi plusieurs mesures et actions tentant de remédier à ces problèmes. Un retour graduel et sécuritaire des interactions sociales démontre de bénéfices significatifs sur la santé à considérer tels que des capacités cognitives améliorées, une meilleure mémoire, une réduction du stress et une meilleure santé cardio-vasculaire. Selon certaines études, l'importance et le besoin de socialiser ont été démontrés comme pratiquement aussi importants que celui de s'alimenter, démontrant ainsi de l'importance du contact humain et des interactions sociales.

### Stress et anxiété
L’anxiété peut être déclenchée par divers facteurs de perturbation de la routine, tels que la pandémie de la COVID-19.

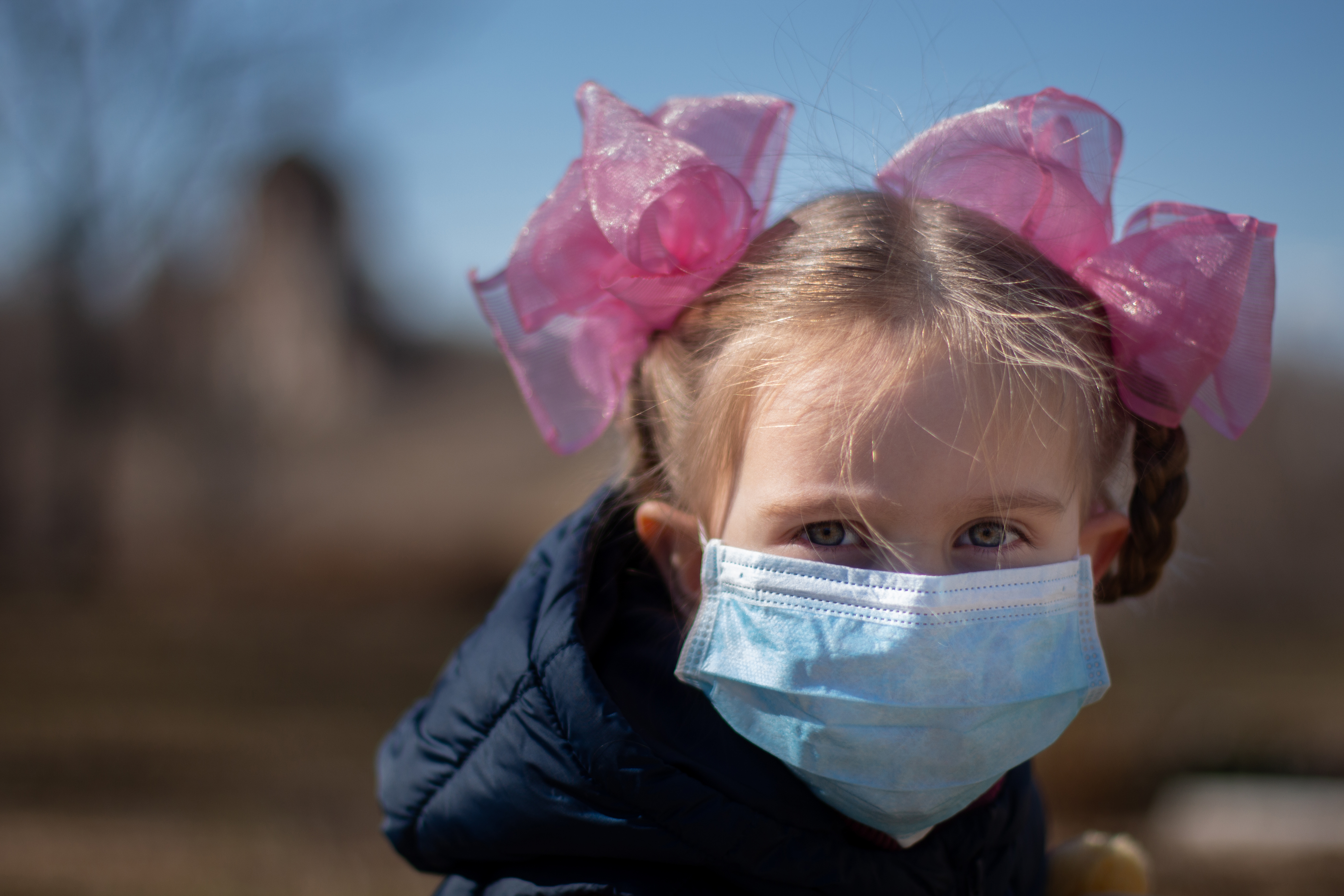

Le Canada remarque un changement de la santé mentale de ces citoyens en temps de pandémie. Ce changement est principalement relié au stress et à l’anxiété que leur procurent les changements qui découlent de la pandémie, tels que l’isolement, les mesures sanitaires, le risque de contagion et la perturbation de leur routine. L’anxiété des individus pendant la pandémie de la COVID-19 a affecté différents groupes de la société, dont les enfants, les jeunes adultes, les personnes âgées et les travailleurs de la santé.
Les enfants ressentent une anxiété liée aux inquiétudes par rapport au fait de réintégrer leur routine scolaire et dans certains cas, une anxiété de séparation envers leurs parents. Selon un sondage réalisé par l’Organisation de la santé mentale pour enfants Ontario (CMHO), près de 66% des enfants déclarent que leur santé mentale s’est détériorée depuis le début de la pandémie et affirme ressentir beaucoup plus de colère, d’inquiétudes, d'anxiété ainsi que de tristesse en lien avec leur éventuelle rentrée scolaire.
Les jeunes adultes remarquent aussi l’apparition d’une source d’anxiété provenant de la pandémie, liée à leur cheminement scolaire. Selon le rapport d’enquête mondiale publié par l’Organisation internationale du Travail, 50% des jeunes entre 18 et 29 ans sont très susceptibles de souffrir d’anxiété ou de dépression en temps de pandémie, tandis qu’environ 17% en souffrent déjà. L’anxiété provient entre autres du contexte éducatif, où les cours se font pour la plupart du temps en ligne. Plusieurs jeunes adultes étudiants sont incertains de bien réussir leurs cours et se questionnent également sur leurs futurs.

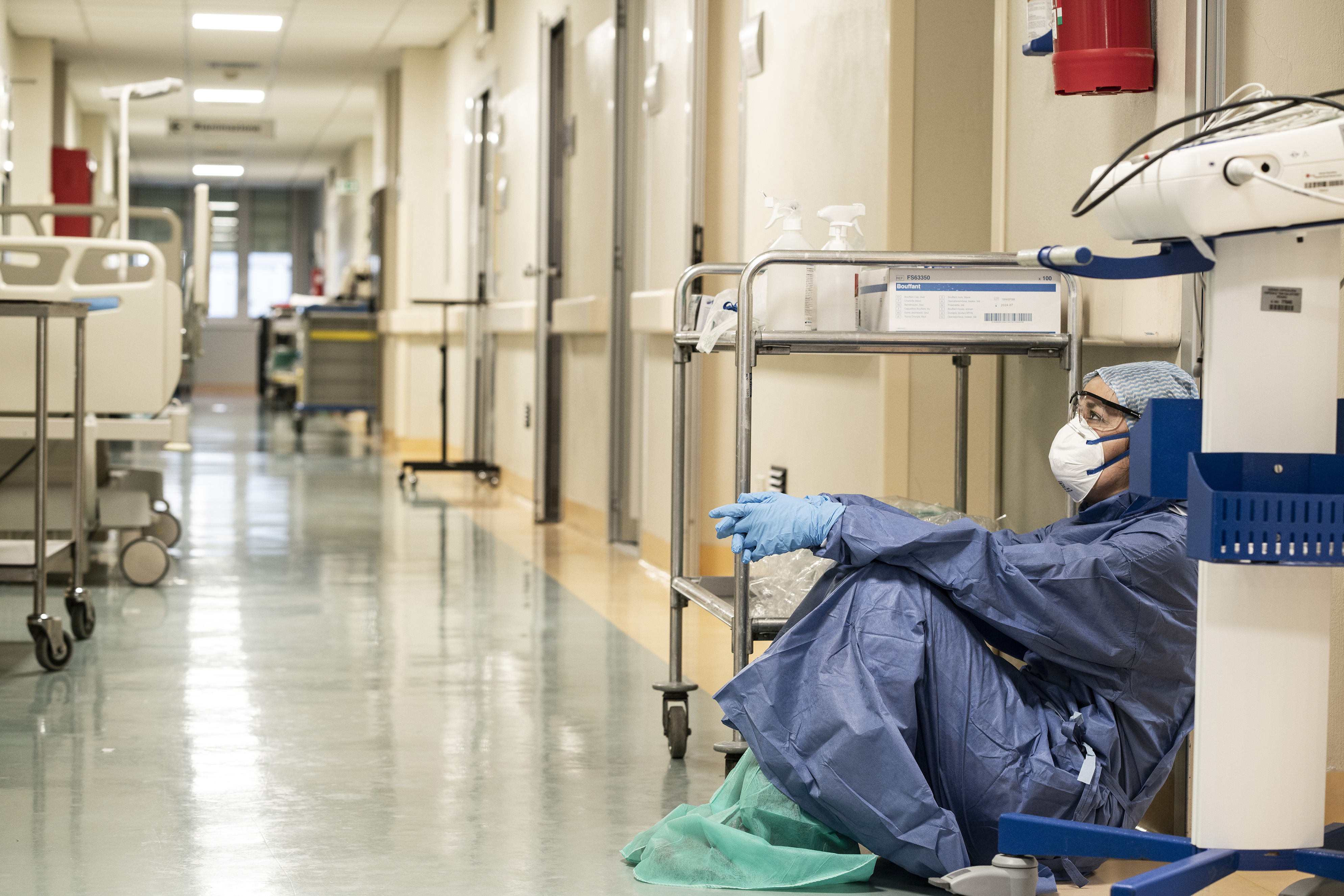

Plusieurs travailleurs de la santé affirment ressentir une grande source d’anxiété liée aux conditions de travail dans le milieu de la santé. Selon un sondage réalisé par Statistique Canada auprès des travailleurs de la santé, lorsqu’on leur a demandé de choisir entre cinq options décrivant leur niveau de stress, 56 % ont répondu l’un des deux niveaux les plus élevés, selon lesquelles la plupart du temps, les journées au travail étaient ‘’assez stressantes’’ ou même ‘’extrêmement stressantes’’. L’anxiété découle de la charge de travail particulièrement élevée, dû au nombre de patients infectés du virus dans les hôpitaux, du manque de personnel, ainsi que du nombre d’heures de travail.
Le contexte épidémique est source de stress. L'isolement au domicile ou dans un lieu destiné à la quarantaine, auquel le public est rarement préparé, peut avoir des effets psychologiques importants.
La pandémie de Covid-19 est la source d'une peur persistante parmi les individus les plus âgés de toute la planète. Les mesures de distanciation peuvent affecter notre bien-être psychologique. Le danger est surtout prononcé chez les personnes âgées, qui vivent souvent seules et dont l’inclusion est moins positive. De nombreux auteurs étudient les facteurs identifiés dans le vieillissement, qui pourraient accroître le risque de subir un effet mental négatif. Par exemple, être dans un rassemblement, avec le danger d’être contaminé par le Covid-19, pourrait accroître la peur et l'inquiétude face à la pandémie.
Une enquête en Chine révèle d'énormes rythmes de dépression et de nervosité chez les personnes âgées de 60 ans et plus. Cette même enquête analyse les personnes âgées comme indiqué par leur âge et ne découvre aucune distinction critique, dans leurs rythmes de tension et de mélancolie. Malgré l'absence d'informations statistiques, quelques auteurs ont jeté un coup d'œil à l'impact sur la santé mentale que le confinement a pu avoir et des mesures d'éloignement social, sur les personnes âgées de 60 ans et plus, et ils ont découvert que l’impact était très négatif.

### Difficultés économiques
Des experts rappellent le lien entre chômage et risque suicidaire.
Plus la période sans travail est longue, plus ses effets sont ravageurs.
Durant cette épidémie des conséquences sanitaires et économiques se mettent en place, mais cette crise a également des répercussions psychologiques sur les populations atteintes. Ces dernières sont plus difficiles à mettre en évidence, mais pas moins importantes, ces conséquences sur la santé mentale .

### Saturation des services de santé
Une autre cause est l'indisponibilité des services de santé pour les soins psychologiques, car accaparés par la pandémie.
La lutte contre la Covid-19 représente un poids considérable pour les services hospitaliers. Par exemple, la grippe saisonnière « classique » engendre en moyenne par an entre 1 000 et 2 500 admissions en service de réanimation. Alors que, la pandémie du Coronavirus depuis le début de l’année 2020 a engendré environ 30 000 entrées en réanimation.

### Alcoolisme et toxicomanie
On remarque une augmentation de la consommation d'alcool et de psychotropes
. Les chiffres de l'alcoolisme sont en hausse au Royaume-Uni.
Des personnes se trouvent isolés de leur famille, de leur réseau social et des activités qui leur permettent habituellement de se maintenir à flot, et compensent leur désarroi avec de l'alcool.
Le cannabis voit aussi sa consommation augmenter.

### Violences conjugales
Les violences conjugales augmentent,,. Selon l'ONU, les mesures de confinement s’accompagnent d’une montée en flèche des violences au sein du foyer.
Certains pays mettent en place des dispositifs de prévention, aux moyens hélas limités.
Lors du premier puis deuxième confinement, les violences conjugales ont fortement augmenté. Selon un sondage de l’Ifop, les violences conjugales ont été déclenchées pour la première fois pendant le confinement pour un tiers des victimes .

### Pression sur les équipes de soins
Les décisions de rationnement n'affectent pas seulement les patients et leurs familles. La règle des situations d'urgence est une impulsion psychologique qui pousse les humains à sauver ceux qui sont confrontés à une mort imminente. Ainsi, le fait de ne pas fournir de ressources à une personne en particulier, c'est-à-dire de lui permettre de mourir, a également un coût émotionnel pour les prestataires de soins de santé, désormais identifié dans la littérature sur les traumatismes comme une blessure morale (en). La blessure morale est identifiée comme l'obligation de faire quelque chose qui viole notre propre éthique, nos idéaux ou nos attachements. Lorsque les choix concernant les personnes qui vivent et celles qui meurent sont déviés vers les prestataires de première ligne alors qu'il n'y a pas suffisamment de ressources pour traiter toutes les personnes qui en ont besoin, ils peuvent subir une blessure morale.

## À travers le monde
Selon les résultats d’une étude publiée dans The Lancet, le Covid-19 a fait augmenter fortement les cas de dépression et d’anxiété dans le monde en 2020. Les cas de troubles dépressifs majeurs et troubles anxieux ont augmenté respectivement de 28 % et 26 %.

### Canada
Les experts en santé mentale ont observé une dégradation de la santé mentale des Canadiens due à la pandémie. De nombreuses conséquences découlent de cette dégradation et plusieurs facteurs y participent grandement.

#### Conséquences
Ces mesures contre la Covid-19 provoquent une hausse de stress et d’anxiété chez la majorité des Canadiens et même si cela peut s’avérer à être pour des raisons différentes, on les remarque chez toutes les catégories d’âges.
Cette hausse de l’anxiété et du stress amène avec elle de l’angoisse et de l’inquiétude surtout probablement plus précisément par rapport à l’incertitude de la durée de la pandémie, et surtout un sentiment d’impuissance par rapport à la situation. De plus, les gens ressentent de la colère, de la démotivation et du découragement face aux mesures qui sont constamment ajoutées. Certains en ressentent face à différentes situations telles que les difficultés dans le parcours scolaire, les conditions et mesures imposées au travail par exemple pour les travailleurs de la santé, etc. Cela cause donc des difficultés de concentration en milieu scolaire, un sentiment intensifié de tristesse, un renfermement sur soi, une baisse de l’estime de soi. Les chercheurs remarquent également une augmentation de la consommation d’alcool, de drogues et médicaments ou de tabac chez les adultes durant la pandémie.
Beaucoup de gens vivaient déjà avec de l’anxiété et depuis la pandémie, ils voient leur situation s’aggraver et beaucoup souffrent de stress chronique. Beaucoup ressentent de la détresse psychologique et ont une vision péjorative de leur vie en la comparant à avant l’arrivée de la pandémie. Ceux-ci se sentent seuls, isolés et on le remarque chez les Canadiens de tout âge, que ce soit les enfants, les adultes et les personnes âgées.
Outre le stress que la Covid-19 a apporté à la population du Canada, plusieurs autres facteurs ont causé de l'anxiété et du stress. Au moment où le coronavirus a éclaté au Canada, la majorité des secteurs économiques ont été affectés, par suite du confinement décrété par le gouvernement canadien. Plusieurs entreprises ont dû fermer leurs portes et le taux de chômage a augmenté à 13,7 %. Les petites et les grandes entreprises ont perdu la majorité de leurs demandes, ce qui a entrainé une baisse économique et une baisse des revenus. En conséquence, ces éléments-là ont amené d'autres sources de stress et d'anxiété dans les familles canadiennes. Par exemple, le stress de manquer d'argent, de ne pas pouvoir payer les dettes, ne pas pouvoir se nourrir ou nourrir sa famille entraîne de la peur, du stress et de l'anxiété. Avant la pandémie, en 2018 au Canada, 48 % des citoyens déclaraient souffrir d'insomnies en raison de problèmes financiers. En effet, être dans une mauvaise situation économique est très difficile au niveau mental. Surtout quand ils sont impuissants face à la situation et doivent rester en confinement sans rien faire.

#### Catégories d'âges
Pour ce qui est des enfants, la pandémie leur a créé de l’anxiété, des symptômes dépressifs et les experts remarquent une hausse de l’agressivité. Ceux-ci ont été grandement affectés par la fermeture des écoles, les empêchant de voir leur ami en brisant leur route en étant d’être isolé et par la suite, exposé à un environnement anxiogène avec le retour à l’école. En raison des restrictions, les enfants sont plus propices à souffrir de difficultés de concentration, à se sentir seuls et inquiets puis à être irritables et plus nerveux.
En ce qui concerne les adolescents, la pandémie les a affectés énormément en bouleversant leur vie à un stade critique ou ils forgent leur identité à travers leurs rencontres et apprentissages, le moment où ils sortent de leur cocon familial et qu’ils construisent leur personnalité. La limitation des sorties, de l’accès au milieu scolaire et des contacts avec autrui a un fort impact négatif sur leur santé mentale.
Les jeunes adultes sont également très affectés, la plupart souffrent d’anxiété et ont des inquiétudes face aux incertitudes du futur, plus précisément en lien avec leur éducation dont le cours a été perturbé.
Les adultes souffrent de détresse psychologique et il a été démontré que plus la pandémie dure longtemps, plus les adultes vivent un stress chronique et donc plus d’impacts négatifs tels que l’anxiété apparaissent.
Pour ce qui est des personnes âgées, on remarque un déclin cognitif plus rapide chez certains dus à la pandémie. À ce titre, 70 % connaissent de la détresse psychologique et souffrent de stress post-traumatiques en lien aux changements drastiques à leur quotidien. Ceux-ci sont isolés de leurs enfants et proches. Cela les empêche de bouger et d’aller marcher, ce qui pénalise leur santé mentale et physique créant donc une détérioration de leur santé générale.

### France
En 2020, selon une étude de la Direction de la Recherche, des Études, de l'Évaluation et des Statistiques (Drees), le premier confinement a entraîné une hausse des états dépressifs en France. Cette étude met en évidence une plus grande vulnérabilité des femmes et des jeunes. Ces syndromes peuvent être liés à une situation financière dégradée ou aux conditions de logement.
Les tentatives de suicide se multiplient chez les étudiants, les syndicats alertent le gouvernement.
L'hôpital Robert-Debré constate une importante augmentation des troubles psychiques chez les enfants.
Les personnes âgés isolées sont aussi particulièrement vulnérables.
Des experts appréhendent l'impact de l'angoisse des jeunes pendant la pandémie. Des troubles du sommeil sont aussi constatés.
La prévalence d’états dépressifs atteint des niveaux sérieux fin mars dans quelques régions, (dont 25% dans le Grand-Est et 27,7% en Centre-Val de Loire). Ces données montrent que les personnes de plus de 50 ans ont, d’une manière générale, été moins anxieuses.
Les jeunes sont la tranche d'âge (15-24) la plus touchée avec 22%, ayant déclaré des symptômes équivalents à un état dépressif contre 10,1% en 2019.
La psychologue Marie-Estelle Dupont a évoqué des « dégâts collatéraux infinis » liés aux mesures de confinement. Une étude publiée dans le journal américain de l’académie de médecine JAMA Network Open réalisée à l'hopital Robert Debré à Paris par les pédopsychiatres fait état d'une augmentation en novembre-décembre 2020, de 299 % des tentatives de suicides et de suicides chez les moins de quinze ans par rapport à il y a dix ans.

### Chine
Le Centre de santé mentale de Shanghai a décidé d'en mesurer les effets psychiques, dès la fin janvier 2020.
Selon les premiers résultats, publiés le 6 mars, l'isolement a touché de très nombreux Chinois, bouleversant souvent leur vie quotidienne, sociale, professionnelle et familiale ; générant parfois des troubles anxieux, pouvant aller jusqu'à la peur panique ou la dépression. Un questionnaire d'auto-évaluation était librement accessibles dans tout le pays via la « plateforme d'évaluation psychologique intelligente » de Siuvo. Il visait à mesurer la prévalence et gravité de l'anxiété, la dépression, de phobies spécifiques, de changements cognitifs, de comportements d'évitement ou compulsif. Il portait aussi sur les symptômes physiques et le sentiment de désocialisation durant la semaine écoulée (sur une échelle de 0 à 100 ; un score entre 28 et 51 indiquait une détresse légère à modérée ; un score ≥52 traduisait une détresse sévère). Les réponses aboutissaient à un « index » de détresse psychique péritraumatique, dit COVID-19 Peritraumatic Distress Index (CPDI). 52 730 réponses ont été validées (provenant pour 64,73 % de femmes). Le mode de construction de l'index CPDI a été validé par les psychiatres du Centre de santé mentale de Shanghai.
Le score moyen était de 23,65 (15 à 45). Près de 35 % des répondants ont subi une détresse psychologique (29,29 % des scores étaient compris entre 28 et 51, et 5,14 % supérieurs ou égal à 52). Le score CPDI dépendait du genre, de l'âge, du niveau scolaire, de la profession et de la région. Il était plus élevé pour les femmes que pour les hommes (fréquent dans les cas de stress post-traumatique).

### Thaïlande
En Thaïlande, on estime que taux de suicide pendant la crise due au Covid-19 a enregistré une hausse semblable à celle que le pays a connue après la crise financière de 1997. En effet, l'épidémie a ruiné les secteurs clés de l’économie thaïlandaise, en particulier ceux du tourisme et des exportations.
Selon Amornthep Sachamuneewongse, chercheur en prévention du suicide, si la pandémie n’est peut-être pas la cause directe des suicides, « les désordres et les crises amenées par le virus peuvent faire augmenter le besoin pressant de s’ôter la vie » .Les personnes les plus pauvres ont été les plus atteintes par la pandémie, un grand nombre dépendant des aides gouvernementales durant le confinement.

### Japon
Au Japon, pays qui n'a pas imposé de confinement strict et reconnu pour son enregistrement systématique du taux de suicide, on note des schémas de suicide inhabituels, en particulier une hausse exceptionnelle du suicide chez les jeunes femmes. Les causes seraient l'anxiété sociale et professionnelle accrues en période de crise sanitaire,.

### Corée du Sud
En Corée du Sud, on remarque une hausse significative des comportements d'auto-mutilation, de la dépression et du suicide, en particulier chez les femmes. Ceci serait dû au poids psychologique qui repose, au niveau professionnel et social, sur certains membres de la société sud-coréenne.

## Bilan
Bien qu'il soit encore tôt pour estimer le coût psychologique de cette pandémie et des mesures qui l'ont accompagnée, on s'attend à un bilan élevé.
La pandémie de Covid-19 aura un impact « à long terme » sur la santé mentale, alerte l’OMS qui estime que « ce n’est pas juste la contamination, ou la peur d’être contaminé qui a affecté la santé mentale de la population ». « Le stress procuré par les inégalités socio-économiques et les effets de la quarantaine, du confinement, de la fermeture des écoles et des lieux de travail ont eu des conséquences énormes ».